# غلين غوستافسون
غلين غوستافسون (بالسويدية: Glenn Gustafsson)‏ هو لاعب هوكي الجليد سويدي، ولد في 4 سبتمبر 1998 في ستوكهولم في السويد.

## وصلات خارجية
- غلين غوستافسون على موقع EliteProspects.com (الإنجليزية)
- غلين غوستافسون على موقع HockeyDB.com (الإنجليزية)